# Goniophlebium
Goniophlebium es un género de helechos perteneciente a la familia  Polypodiaceae.

## Taxonomía
Goniophlebium fue descrito por Karel Presl y publicado en Tentamen Pteridographiae 185, pl. 7, f.13–14. 1836. La especie tipo es: Goniophlebium piloselloides (L.) J. Sm. 

## Especies aceptadas
- Goniophlebium benguetense (Copel.) Copel.
- Goniophlebium brasiliense (Poir.) Farw.
- Goniophlebium demersum (Brause) Rodl-Linder
- Goniophlebium furfuraceum (Schltdl. & Cham.) T. Moore
- Goniophlebium korthalsii (Mett.) Bedd.
- Goniophlebium kuhnii (E. Fourn.) Pic. Serm.
- Goniophlebium mehibitense (C. Chr.) Parris
- Goniophlebium mosenii (C. Chr.) Pic. Serm.
- Goniophlebium percussum (Cav.) Wagner & Grether
- Goniophlebium rajaense (C. Chr.) Parris
- Goniophlebium trilobum (Cav.) T. Moore